# Songshan (Chifeng)

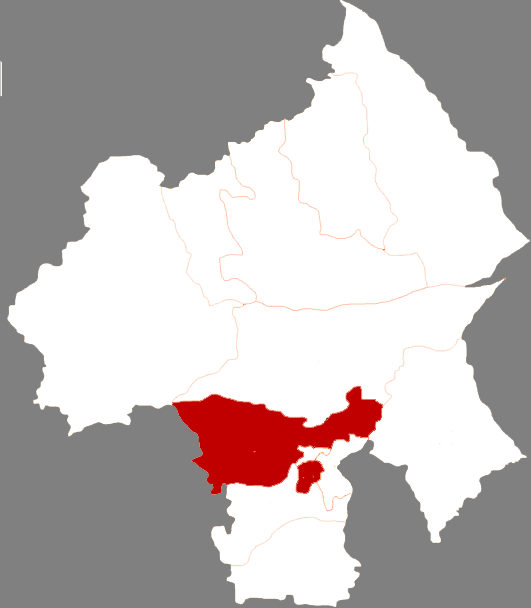
Lage Songshans in Chifeng

Der Stadtbezirk Songshan (chinesisch 松山区, Pinyin Sōngshān Qū; mongolisch ᠰᠦᠩ ᠱᠠᠨ ᠲᠣᠭᠣᠷᠢᠭ Süŋ šan toɣoriɣ) ist ein Stadtbezirk der bezirksfreien Stadt Chifeng (mongol. Ulanhad) im Nordosten des Autonomen Gebiets Innere Mongolei der Volksrepublik China. Er hat eine Fläche von 5.955 km² und zählt 540.000 Einwohner.